# Église Saint-André de Cracovie
Pour les articles homonymes, voir Église Saint-André.
L'église Saint-André de Cracovie (en polonais : Kościół św. Andrzeja) est une église monastique catholique romaine historique des Clarisses située à Cracovie au 54 rue Grodzka, dans la vieille ville.

## Historique
L'église a été construite entre 1079 et 1098, financée par le comte palatin Sieciech. C'était le temple principal de la colonie d'Okół. Elle fut d'abord sous le patronage des moines bénédictins de l'abbaye de Sieciechów, puis ceux de Tyniec. On l'appelait initialement église Saint-Gilles. Selon Jan Długosz, les habitants d'Okół se sont défendus ici contre les Mongols en 1241. En 1243, Conrad Ier de Mazovie, lors de la lutte pour le trône de Cracovie, entoura l'église de douves et de remparts. Une autre invasion tatare en 1260 provoqua probablement la destruction partielle de l'église.
En 1320, l'église fut affectée aux Clarisses, qui étaient auparavant basées à Grodzisko. A cette époque, des bâtiments monastiques furent construits pour les nouveaux locataires, financés par le roi Ladislas ler. L'église fut victime d'incendies à plusieurs reprises, mais cela n'entraîna pas de changements majeurs dans son aspect extérieur (hormis l'ajout de coupoles baroques sur les tours et le portail du côté nord), mais au XVIIIe siècle l'intérieur était entièrement baroque (les travaux ici devaient être réalisés par Baltazar Fontana - décoration en stuc et polychromie, et peut-être par Francis Placidi - autel).

## Description
L'église a conservé jusqu'à ce jour sa structure romane d'origine. Elle est de nature défensive, ce que traduisent des restes de meurtrières gothiques. Les murs en pierre sont principalement composés de couches alternées de calcaire et de grès. Il y avait des galeries au-dessus des nefs, qui couraient autour de l'intérieur des tours et se terminaient par les bras latéraux du transept. La nef centrale est séparée des nefs latérales par des piliers à arcades (datant probablement de l'époque baroque), associés à des bandes de pilastres sur les murs latéraux, dans le jubé et sur les murs des deux tours.
La façade ouest est surmontée de deux tours quadrangulaires à la base et octogonales au-dessus. Avec le triforium situé au sommet de la partie centrale de la façade, ces fenêtres contrastent avec la lourde masse de la partie inférieure, dans laquelle ne subsistent que des embrasures (et une trace du portail d'origine muré). Les murs extérieurs du presbytère et de l'abside sont tressés de bandes de pilastres et surmontés d'une frise d'arcades, qui enrichit la forme austère de l'édifice. L'oratoire gothique et les coupoles baroques des tours contrastent avec la structure romane. L'intérieur présente aujourd'hui une riche décoration baroque, bien que des fragments de peintures médiévales aient également été retrouvés. Dans la tour nord, au premier étage, on trouve la signature d'un maçon du XIIe siècle sculptée dans la pierre.
La polychromie de la coupole représente le Jugement dernier et celle du presbytère la glorification des saintes Claire, Salomé et Kinga de Pologne avec le couronnement de Notre-Dame dans l'abside. Dans le maître-autel se trouve une peinture de St-André, et dans l'autel un tabernacle baroque du XVIIIe siècle. Il y a aussi un orgue historique à 8 voix dans le presbytère.
Côté nord, une chapelle gothique du XIVe siècle jouxte le presbytère, servant de sacristie. On pense que cette chapelle a été construite comme chapelle funéraire de la puissante famille Tęczyński .

## Monastère
Adjacent à l'église se trouve un monastère construit sur un plan quadrilatère irrégulier, avec un cloître au centre. A la fin du XVIe siècle et au tournant des XVIe et XVIIe siècles, le monastère est reconstruit. En 1843, une façade néo-romane est construite sur la rue Grodzka. Le trésor du monastère abrite des monuments précieux, notamment : des reliquaires du XIIIe siècle, une image unique en mosaïque de Notre-Dame de style byzantin du début du XIIe/XIIIe siècle et les plus anciennes figurines de la Nativité, datant du début du XIVe siècle, probablement offertes par Elisabeth de Pologne, la sœur du roi Casimir le Grand. La bibliothèque du monastère comprend des livres gothiques enluminés.

## Galerie

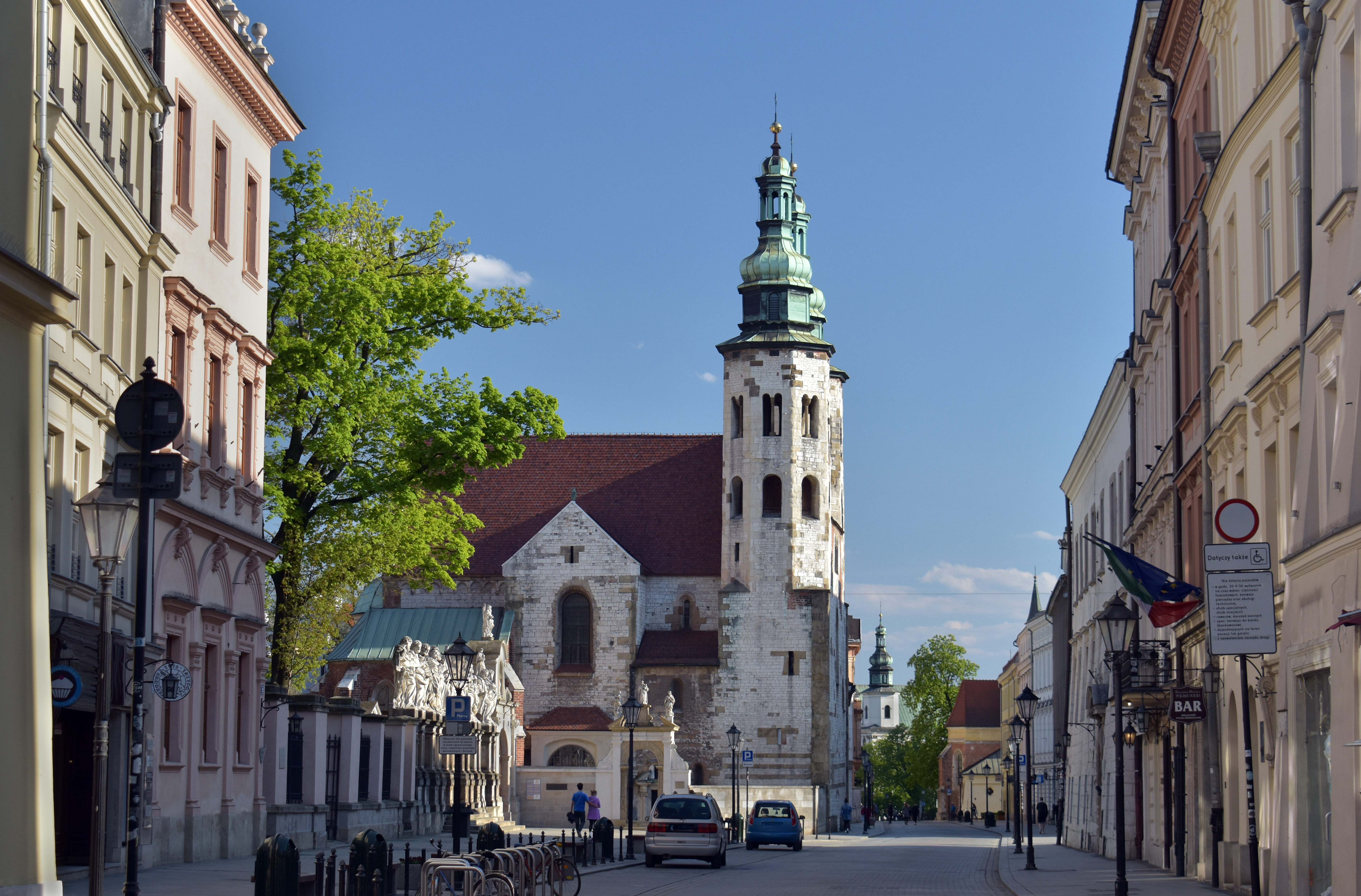
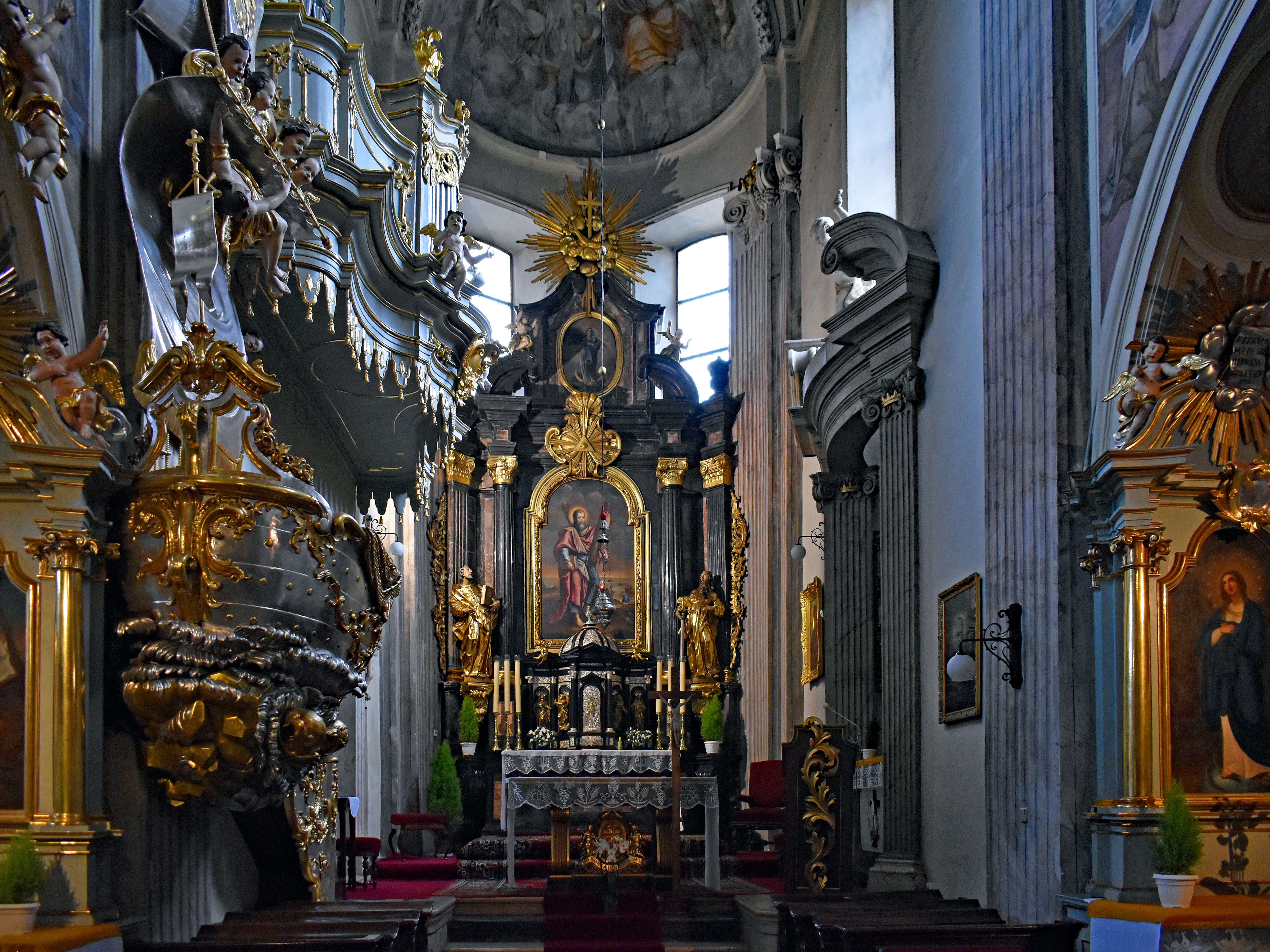
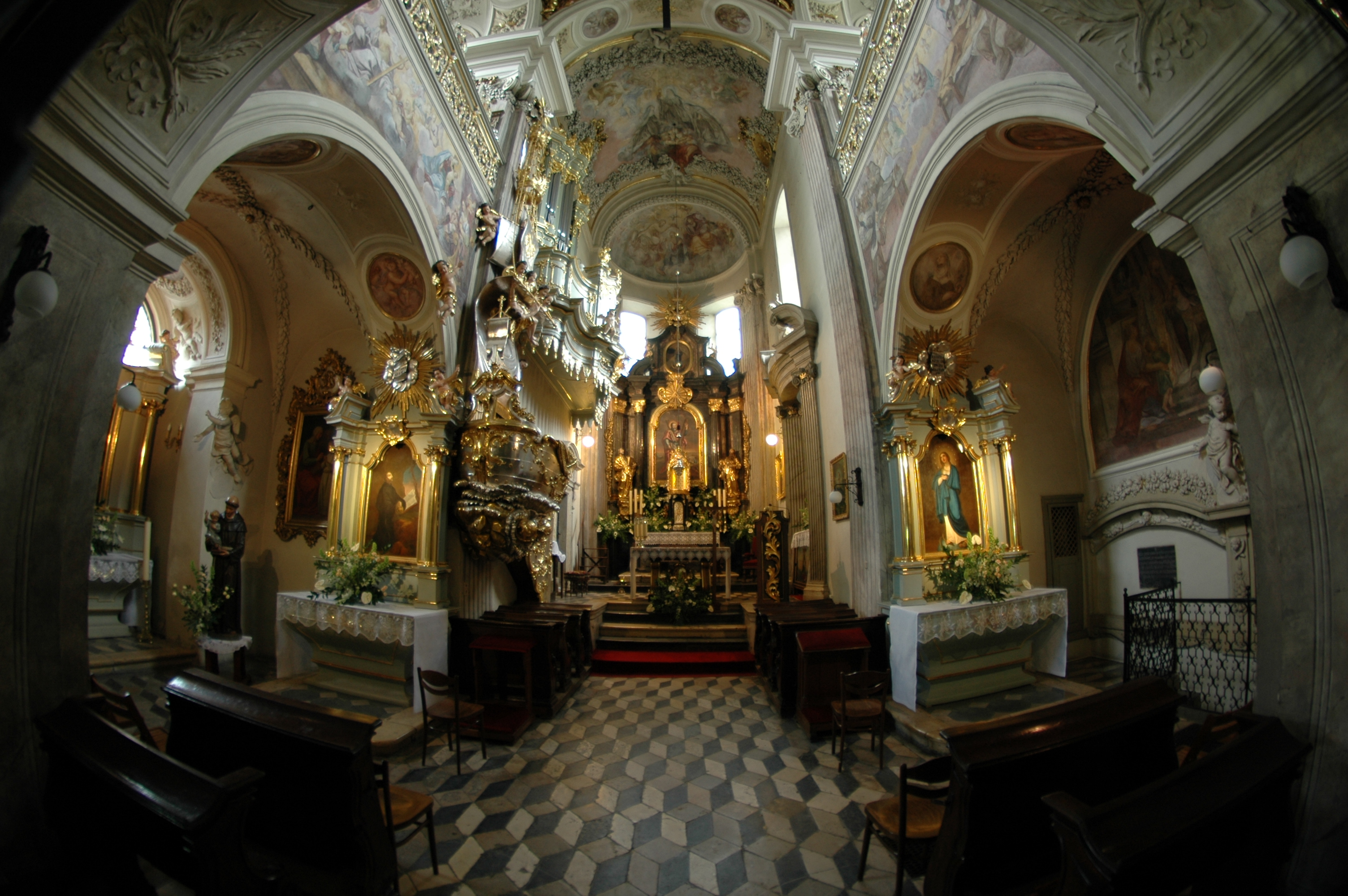